# Discovery Shed
Discovery Shed fue un canal de televisión por cable o satélite del Reino Unido, propiedad de Discovery Networks UK que a su vez es propiedad de Discovery, Inc. El canal se lanzó el 20 de marzo de 2009 como reemplazo de Discovery Real Time Extra. El canal cerró sus emisiones el 6 de enero de 2021 y toda su programación fue exportada a la plataforma Discovery+, lo mismo que le pasó a su canal hermano llamado Home & Health.
Su programación fue exclusiva para hombres y abarcaba temas como pesca, DIY (del inglés hazlo tú mismo), construcción, coches, motos, y aventuras extremas al aire libre.
Su audiencia ocupaba el 0.1% a la par con Cartoon Network , The Biography Channel entre otros.